# Ayşən Əbdüləzimova
Ayşən Əbdüləzimova (Şəki, 11 aprile 1993) è una pallavolista azera, centrale del Vasas.

## Carriera

### Club
La carriera di Ayşən Əbdüləzimova inizia nella stagione 2006-07, quando fa il suo esordio nella Superliqa azera con la maglia dell'Azərreyl: resta legata al club per tre annate, vincendo due scudetti. Nella stagione 2009-10 approda alla Lokomotiv Baku, mentre nella stagione successiva difende i colori dello Şahdağ-Şirvan.
Nel campionato 2011-12 viene ingaggiata dalla Lokomotiv Biləcəri, dove gioca per due annate. Dopo aver fatto ritorno all'Azərreyl nel campionato 2013-14, fa ritorno anche alla Lokomotiv Baku nel campionato seguente, dove resta per due annate, per poi ritornare, nella stagione 2016-17, all'Azərreyl, conquistando il suo terzo scudetto.
Nella stagione 2018-19 veste la maglia del Vasas di Budapest, nella Nemzeti Bajnokság I ungherese, vincendo uno scudetto e una coppa nazionale. Dopo due annate con le magiare, si accasa nella Sultanlar Ligi turca nel campionato 2020-21, difendendo i colori del Sarıyer.
Per il campionato 2021-22 fa ritorno al Vasas, con cui conquista altri tre scudetti ungheresi, altrettante edizioni della coppa nazionale ed una Middle European League.

### Nazionale
Nel 2008 entra a far parte della nazionale azera under 18 e nell'estate del 2010 gioca per la selezione under 19.
Nel 2011 ottiene le prime convocazioni in nazionale maggiore; nel 2022 vince la medaglia di bronzo ai Giochi della solidarietà islamica.

## Palmarès

### Club
- Campionato azero: 3

2006-07, 2007-08, 2017-18
- Campionato ungherese: 4

2018-19, 2021-22, 2022-23, 2023-24
- Coppa d'Ungheria: 4

2019-20, 2021-22, 2022-23, 2023-24
- Middle European League: 1

2021-22

### Nazionale (competizioni minori)
- Giochi della solidarietà islamica 2021